# 温特斯豪森
温特斯豪森是德国莱茵兰-普法尔茨州的一个市镇。总面积1.92平方公里，总人口502人，其中男性257人，女性245人（2011年12月31日），人口密度261人/平方公里。